# Jack Million Band

The Jack Million Band

Die Jack Million Band ist eine niederländische Big Band.

## Bandgeschichte

Die Jack Million Band unter Leitung von Jack Coenen

Die Jack Million Band wurde 1995 von dem niederländischen Posaunisten, Arrangeur und Bandleader Jack Coenen in Maastricht gegründet.
Dieser schloss damit an seine Vergangenheit als Posaunist beim Glenn Miller Orchestra an. Das Repertoire der Jack Million Band reicht von Swing der 1930er und 40er Jahre bis hin zu Standardtänzen und aktuellen Pophits.
Das internationale Ensemble setzt sich aus Jazz-Musikern der Region Maastricht / Aachen zusammen, vor allem aus Alumni des Konservatoriums in Maastricht. Dort ist Jack Conen tätig als Dozent für Jazzposaune, Harmonielehre und Big Band.
Nach vielen erfolgreichen Konzertauftritten, insbesondere beim Glenn Miller Birthplace Festival in Clarinda (Iowa)
gilt die Jack Million Band als eine der authentischsten Bigbands im Stile Glenn Millers. Die Jack Million Band wird regelmäßig zu diesem Festival verpflichtet.
Anfang 2011 wurde das Ensemble in die „Sally Bennett Big Band Hall of Fame“ aufgenommen.
Die Jack Million Band tritt als Tanzorchester auch auf Galas in Deutschland auf.

## Besetzung
Die Jack Million Band arbeitet in klassischer Big-Band-Besetzung:
- 5 Saxophone (2 Altsaxophon, 2 Tenorsaxophon, 1 Baritonsaxophon)
- 4 Trompeten
- 4 Posaunen (3 Tenorposaunen und 1 Bassposaune)
- Rhythmusgruppe (Gitarre, Piano, Kontrabass oder Elektrischer Bass, Schlagzeug)
- Sänger

Die Saxophonisten spielen im Wechsel auch weitere Holzblasinstrumente: Klarinette, Bassklarinette, Querflöte, Piccoloflöte.
Die Besetzung wird evtl. erweitert um Akkordeon, Streicher (Geigen, Bratschen und Celli), Horn.

## Gastmusiker
- Jan Eberle (Gesang)[8], USA, Tochter des Sängers Ray Eberle
- Laura Fygi (Gesang)[9]
- Brooks Tegler (Schlagzeug)
- Bernard Berkhout (Klarinette)
- Friso Kuperus (Gesang)
- The Jacquelines (Gesang)

## Repertoire (Auszug)
- früher Bigband-Swing aus dem Repertoire von Fletcher Henderson, Jimmy Lunceford etc.
- Bigband-Swing von Glenn Miller, Tommy Dorsey, Benny Goodman, Billy May, Artie Shaw, Si Zentner etc.
- Standardtänze: Langsamer Walzer, Tango, Wiener Walzer, Slowfox und Quickstep
- Lateinamerikanische Tänze: Samba, Cha-Cha-Cha, Rumba, Paso Doble, und Jive
- Hits aus dem Great American Songbook in den Fassungen der Crooner Frank Sinatra, Bing Crosby, Tony Bennett, Barry Manilow, Nat King Cole
- aktuelle Pop-Hits in Big-Band-Versionen: Michael Bublé, Harry Connick, Jr., Roger Cicero etc.
- Showprogramm The Best Is Yet to Come mit Laura Fygi
- Showprogramm New Swing - Night & Day mit Friso Kuperus

## Auszeichnungen
- 1996: CD-Produktion Dance Date für den niederländischen Tanzbund
- 2004: Hits der CD New Swing, Night & Day mit Friso Kuperus erreicht die Top-Ten-Charts in Südafrika
- 2010: Heerlen Jazz Award für Jack Coenen[10]
- 2011: Aufnahme in die Big Band Hall of Fame, West Palm Beach, Florida mit der Auszeichnung Ambassador of Big Band Music[11][12]

## Diskographische Hinweise
- Jump, Jijve & More, 2002
- In the Mood for Glenn Miller, Vol. 1, 2006
- In the Mood for Glenn Miller, Vol. 2, 2008
- New Swing - Night and Day, 2004
- „Quick Quick Slow“, 2014